# Lijst van hoogste gebouwen van Polen
Dit is een lijst van hoogste gebouwen van Polen.

## Lijst
In deze lijst staan alle voltooide gebouwen in Polen, die hoger zijn dan 100 meter. In deze lijst worden uitsluitend gebouwen vermeld en geen zendmasten en dergelijke.
| №  | Naam                             | Afbeelding | Plaats   | Hoogte (tot het dak) | Hoogte (incl. masten) | Verdiepingen (bovengronds) | Voltooid | Opmerkingen                                  |
| -- | -------------------------------- | ---------- | -------- | -------------------- | --------------------- | -------------------------- | -------- | -------------------------------------------- |
| 1  | Varso                            |            | Warschau | 236 m                | 310 m                 | 53                         | 2022     | Hoogste gebouw van Polen en de EU sinds 2021 |
| 2  | Sky Tower                        |            | Wrocław  | 206 m                | 212 m                 | 51                         | 2012     | Hoogste gebouw van Polen van 2012 tot 2021   |
| 3  | Złota 44                         |            | Warschau | 192 m                | 192 m                 | 54                         | 2013     |                                              |
| 4  | Paleis van Cultuur en Wetenschap |            | Warschau | 188 m                | 231 m                 | 43                         | 1955     | Hoogste gebouw van Polen van 1955 tot 2012   |
| 5  | Warsaw Trade Tower               |            | Warschau | 187 m                | 208 m                 | 43                         | 1999     |                                              |
| 6  | Cosmopolitan Twarda 2/4          |            | Warschau | 160 m                | 160 m                 | 42                         | 2013     |                                              |
| 7  | Rondo 1                          |            | Warschau | 159 m                | 192 m                 | 40                         | 2006     |                                              |
| 8  | InterContinental Warszawa        |            | Warschau | 154 m                | 164 m                 | 45                         | 2003     |                                              |
| 9  | Warsaw Financial Center          |            | Warschau | 144 m                | 166 m                 | 35                         | 1999     |                                              |
| 10 | Centrum LIM                      |            | Warschau | 140 m                | 170 m                 | 43                         | 1989     |                                              |
| 11 | Oxford Tower                     |            | Warschau | 139 m                | 150 m                 | 42                         | 1978     |                                              |
| 12 | Sea Towers                       |            | Gdynia   | 125 m                | 142 m                 | 36                         | 2009     |                                              |
| 13 | TP SA Tower                      |            | Warschau | 122 m                | 128 m                 | 30                         | 2001     |                                              |
| 14 | Millennium Plaza                 |            | Warschau | 112 m                | 116 m                 | 28                         | 1999     |                                              |
| 15 | ORCO Tower                       |            | Warschau | 109 m                | 115 m                 | 26                         | 1996     |                                              |
| 16 | Intraco I                        |            | Warschau | 107 m                | 138 m                 | 39                         | 1975     |                                              |
| 17 | Novotel Warszawa Centrum         |            | Warschau | 106 m                | 111 m                 | 33                         | 1974     |                                              |
| 18 | Łucka City                       |            | Warschau | 106 m                | 112 m                 | 30                         | 2004     |                                              |
| 19 | Golden Terraces                  |            | Warschau | 105 m                | 105 m                 | 26                         | 2007     |                                              |
| 20 | Altus                            |            | Katowice | 105 m                | 125 m                 | 30                         | 2002     |                                              |